# Con đường Baltic
"Con đường Baltic" (tiếng Estonia: Balti kett, tiếng Latvia: Baltijas ceļš, tiếng Litva: Baltijos kelias) là một cuộc biểu tình ôn hòa diễn ra vào ngày 23 tháng 8 năm 1989 tại ba nước cộng hòa Xô viết cũ thuộc vùng Baltic.
Đông đảo nhân dân tại ba nước Estonia, Latvia và Litva (xấp xỉ hai triệu người, tương đương với 25 % dân số của các nước liên quan) đã cùng nắm tay nhau và tạo thành một chuỗi người với chiều dài gần 670 km, kết nối ba thành phố là Tallinn, Riga và Vilnius. Cuộc biểu tình diễn ra trùng với thời điểm đánh dấu 50 năm ngày ký kết hiệp ước Xô-Đức với mục đích là nhằm thu hút sự quan tâm của cộng đồng thế giới về những sự kiện lịch sử đã làm thay đổi vị thế của các nước vùng Baltic. Theo hiệp ước và nghị định thư bổ sung bí mật, Liên Xô và Đức chia sẻ phạm vi ảnh hưởng ở châu Âu với nhau, cụ thể: các nước Phần Lan, Estonia, Latvia, miền đông Ba Lan và Bessarabia chịu sự chiếm đóng của Liên Xô, còn Litva và miền tây Ba Lan thì chịu sự chiếm đóng của Đức.
Cuộc biểu tình cho thấy người dân ngày càng có niềm tin vào cuộc đấu tranh giành lại nền độc lập cho các quốc gia vùng Baltic; chứng minh cho thế giới niềm khát khao khôi phục nền độc lập của các nước và sự đoàn kết của nhân dân trong niềm khao khát này. Các lực lượng tổ chức cuộc mít tinh – bao gồm Mặt trận Nhân dân Estonia, Mặt trận Nhân dân Latvia và Phong trào Sąjūdis tại Litva), đã lợi dụng sự kiện này để cho thấy rằng việc khôi phục nền độc lập của các nước cộng hòa vùng Baltic không chỉ là vấn đề mang tính chính trị mà còn là vấn đề về pháp lý và cả đạo đức. Ngược lại, chính phủ Liên Xô chỉ phản ứng với sự kiện trên bằng những bài phát biểu dài mà không có một động thái thực tế nào nhằm củng cố quan hệ ngoại giao giữa Liên Xô và các nước Baltic. Kết quả là vào ngày 11 tháng 3 năm 1990, tức sáu tháng sau khi cuộc biểu tình "Con đường Baltic" diễn ra, Cộng hòa Litva đã tuyên bố khôi phục nền độc lập của mình.

## Bối cảnh
Cuộc biểu tình diễn ra với mục đích tạo sự chú ý của dư luận quốc tề về số phận lịch sử chung mà ba quốc gia vùng Baltic phải gánh chịu.
Trong khuôn khổ của cải cách glasnost và perestroika, các cuộc biểu tình công khai tại Liên Xô ngày càng lan rộng về quy mô cũng như về mức độ ủng hộ của quần chúng. Vào năm 1986 một vài nhóm nhỏ tổ chức biểu tình tại thủ đô của ba nước nhưng nhanh chóng bị cảnh sát giải tán.
Ngày 23 tháng 8 năm 1986, một cuộc tuần hành mang tên Ngày Ruy băng Đen được tổ chức tại 21 thành phố lớn bao gồm New York, Stockholm, London, Toronto... quy tụ hàng chục ngàn người biểu tình với mục đích khơi dậy nhận thức cộng đồng quốc tế về hiệp ước bí mật Xô-Đức nói trên. Các cuộc biểu tình năm 1987 tại ba quốc gia trên đều bị chính quyền trấn áp, bắt bớ. Một năm sau, lần đầu tiên các cuộc biểu tình lớn đã diễn ra trong ôn hoà tuy bị cấm đoán bởi chính quyền.
Một tuần trước cuộc biểu tình, chính quyền Xô Viết thừa nhận rằng hiệp ước bí mật là có thật, nhưng vẫn khẳng định rằng ba nước Baltic tự nguyện sáp nhập vào Liên bang. Vài ngày trước đó, 170 thành viên của Hội đồng phong trào Sajudis của Litva (vừa thắng 36 trong tổng số 42 ghế tại Hội đồng nhân dân nước Cộng hòa Xô Viết Litva) đã bỏ phiếu quyết định độc lập cho Litva thoát sự kiểm soát chính trị, văn hóa của LB Xô Viết.

### Quan điểm của các nước vùng Baltic

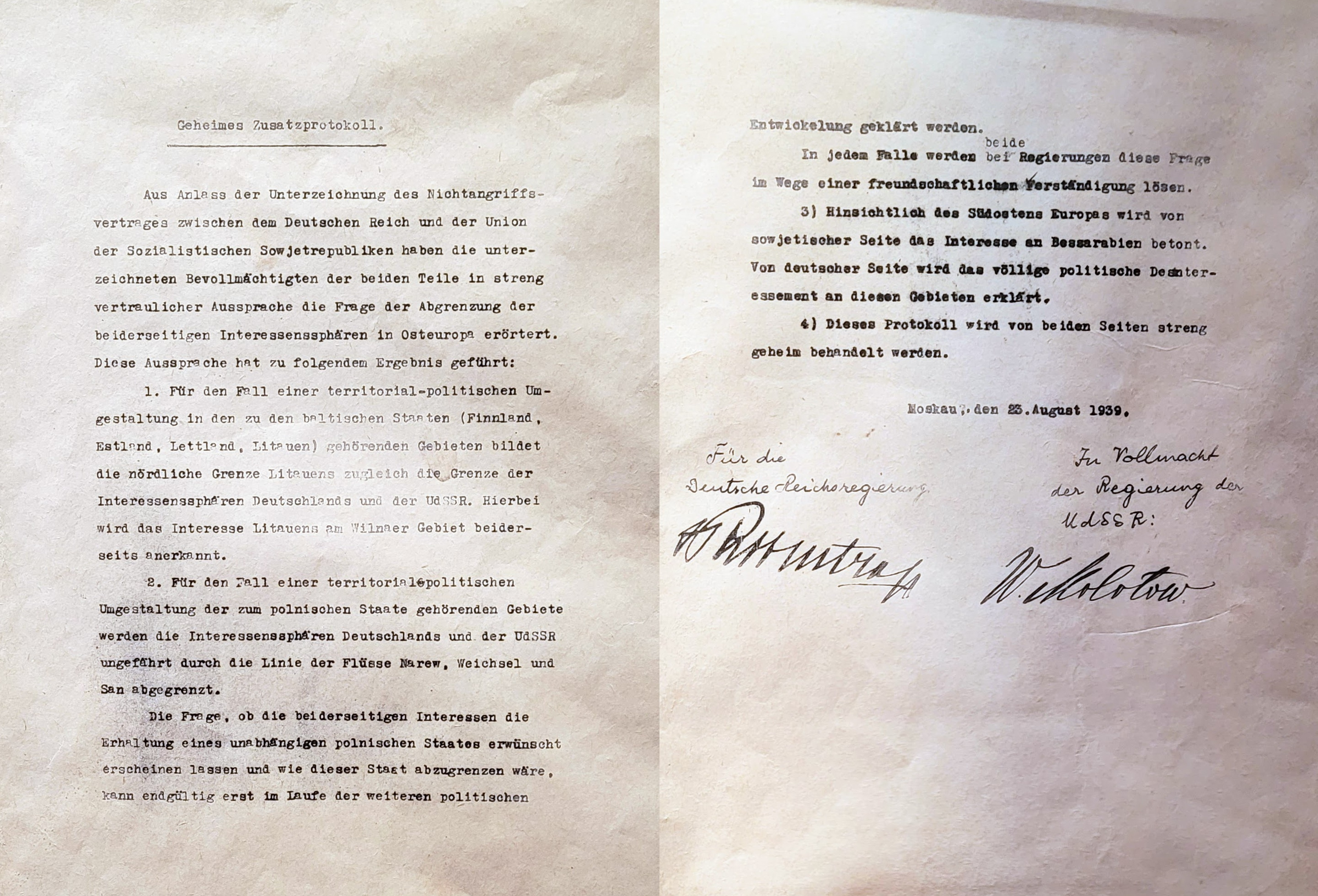
Toàn văn Hiệp ước Xô – Đức, ký vào ngày 23 tháng 8 năm 1939

Trước năm 1989, Liên Xô không thừa nhận ký Nghị định thư bí mật bổ sung cho Hiệp ước Xô – Đức. Theo nghị định thư này, Đế chế Đức công nhận ba nước cộng hòa vùng Baltic nằm trong vùng ảnh hưởng của Liên Xô. Tuy nhiên trên thực tế, văn bản này đã bị các nước phương Tây phát hiện trong quá trình xét xử quân sự tại Nürnberg và sau đó công bố rộng rãi. Liên Xô phủ nhận việc chiếm đóng các nước cộng hòa Baltic và cho rằng các quốc gia này đã gia nhập Liên bang với tinh thần tự nguyện sau khi chính phủ nhân dân mới được thành lập của các quốc gia này nộp đơn đề nghị tương ứng lên Liên Xô. Ngược lại, chính phủ các quốc gia Baltic (không thân Liên Xô) thì miêu tả việc Liên Xô sáp nhập ba nước này là hung hãn và bất hợp pháp vì dựa vào một nghị định thư bí mật. Nếu các chính trị gia Baltic có khả năng chứng minh thành công được mối liên kết giữa việc ba nước Baltic gia nhập Liên Xô với nghị định thư trên, thì nền chính trị của các nước này sẽ chứng kiến hàng loạt sự biến đổi nghiêm trọng – theo đó các nước Baltic có thể tuyên bố sự điều hành của chính phủ Liên Xô đối với ba quốc gia trên là bất hợp pháp và tất cả các đạo luật do ba nước cộng hòa xã hội chủ nghĩa Xô Viết vùng Baltic ban hành và thực thi kể từ năm 1940 sẽ ngay lập tức bị bãi bỏ vì về mặt pháp lý, ba quốc gia vùng Baltic không phải là thành viên của Liên bang Xô viết. Nhờ đó, các nước trên sẽ trở nên độc lập và khôi phục lại chính phủ quốc gia cũng như đường quốc giới như trước chiến tranh, chấm dứt sự thực thi Hiến pháp Liên Xô trên lãnh thổ của mình và khiến sự hiện diện của các lực lượng vũ trang Liên Xô tại ba quốc gia Baltic trở nên bất hợp pháp.

## Cuộc biểu tình

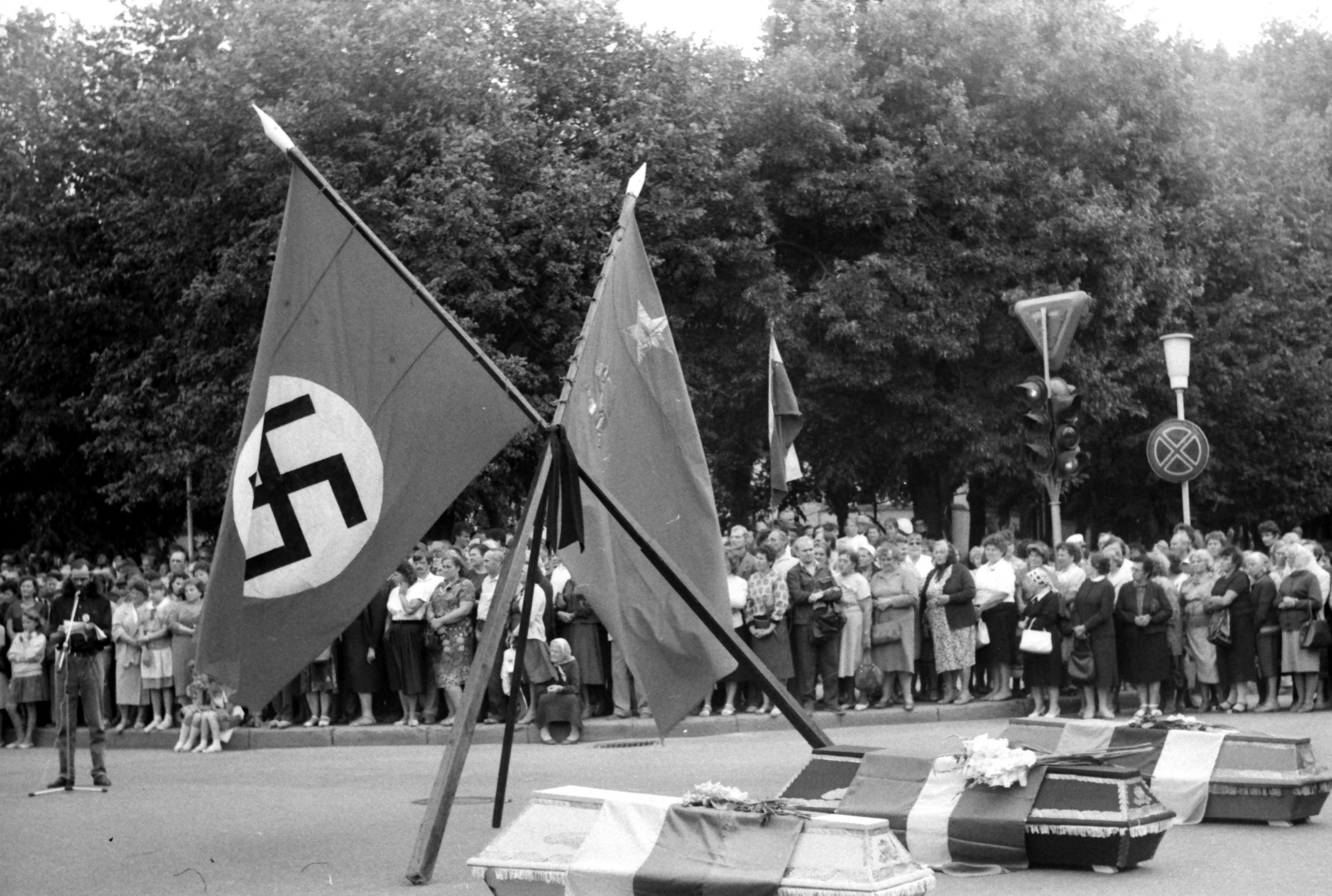
Người biểu tình tại thành phố Šiauliai, bày những cỗ quan tài phủ bằng lá cờ của ba nước Baltic đặt dưới bóng của hai lá cờ Liên Xô và Đức

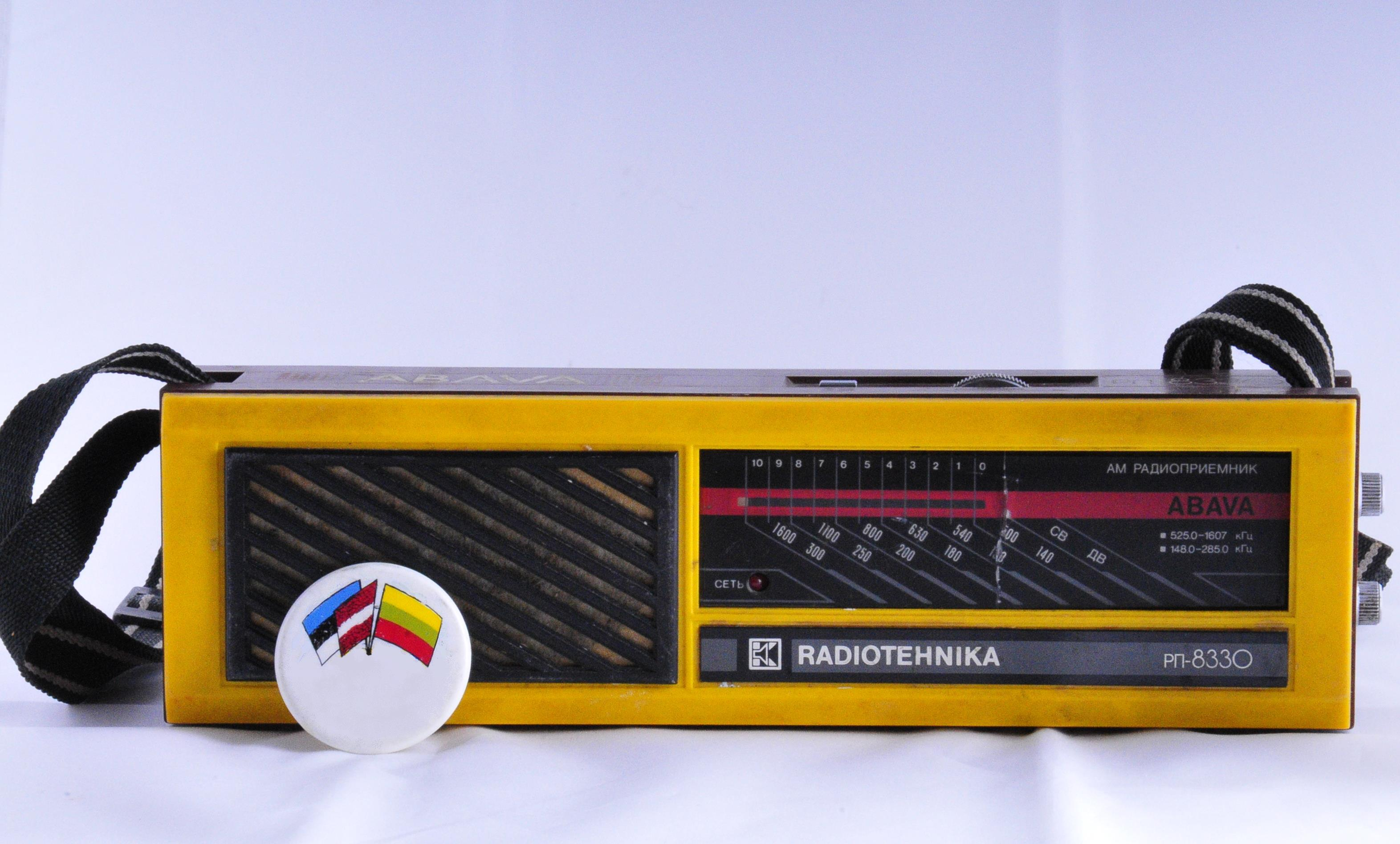
Người biểu tình sử dụng các máy thu thanh di động để nắm bắt thời điểm phối hợp và đeo phù hiệu mang màu cờ của ba quốc gia

Sự kiện được chuẩn bị kỹ càng để dòng người không bị gián đoạn, mỗi địa phương có dòng người nắm tay nhau "chạy" qua đều tổ chức phương tiện công cộng miễn phí để đưa nhân dân đến đứng tại các đoạn đường giữa các thành phố, thị trấn. Những người biểu tình cùng nhau nắm tay vào lúc 7 giờ tối giờ địa phương. Các chương trình radio đặc biệt góp phần giúp đỡ cho nỗ lực này. Tại Vilnius, hàng ngàn người tập trung tại Quảng trường Nhà thờ Lớn, tay cầm nến hát vang các bài hát ái quốc. Tại các nhà thờ, thánh lễ được tổ chức và chuông được rung lên.
Cuộc biểu tình diễn ra hoàn toàn không có bạo động. Tuy nhiên, dân chúng tham gia không khỏi lo ngại bị đàn áp hay trả đũa. Trong thực tế, chủ tịch Đông Đức Erich Honecker và chủ tịch Rumani Nicolae Ceauşescu đã đồng ý hỗ trợ quân sự trong trường hợp Liên bang Xô Viết quyết định dũng vũ lực phá vỡ cuộc biểu tình.
Tại Quảng trường Pushkin ở Moskva, cảnh sát chống bạo động được huy động để ngăn chặn vài trăm người khi họ định tổ chức một cuộc biểu tình tương trợ. Thông tấn xã TASS đưa tin 75 người bị bắt giữ vì các tội gây rối và phá hoại. Khoảng 13 ngàn người cũng đã biểu tình tại Moldova.
Cuộc biểu tình gây ngạc nhiên cho các nước phương Tây. Hãng tin Reuters ngày hôm sau ước lượng có khoảng 700 ngàn người Estonia, 500 ngàn người Latvia và gần 1 triệu người Litva trong tổng số 8 triệu người dân ở cả ba nước đã tham gia sự kiện này. Hãng thông tấn TASS của Liên Xô đưa ra con số 300 ngàn người tại Estonia và 500 ngàn người tại Litva, không có số liệu được đưa ra cho Latvia.

## Kết cục
Chuỗi người cùng nhau nắm tay đã tượng trưng cho tình tương trợ giữa các dân tộc Baltic trong đấu tranh giành độc lập và tự chủ. Nó giúp thiết lập ý tưởng về một khối các "quốc gia Baltic" cùng nhau hợp tác để phát triển. Cuộc tuần hành cũng đã biểu dương sức mạnh quần chúng trong ôn hòa, giúp cổ vũ cho những ai còn nghi hoặc hay còn lo sợ bị đàn áp.
Tháng 11 năm 1989, Bức tường Berlin cuối cùng cũng sụp đổ. Tháng 12, Gorbachev ký tuyên bố lên án Hiệp ước bí mật Xô-Đức. Trong vòng sáu tháng, Litva trở thành nước Cộng hòa Xô Viết đầu tiên tuyên bố độc lập.
Cuộc biểu tình đã được ghi vào sách kỷ lục về hàng người dài nhất trong lịch sử. Sách kỷ lục Litva cũng ghi nhận đây là vụ kẹt xe dài nhất lịch sử do gần 100 cây số đường cao tốc Vilnius-Kaunas bị tắc nghẽn. Những hàng người dài tương tự cũng đã được tổ chức sau này như cuộc tuần hành 228 tại Đài Loan.
Ngày 23 tháng 8 cũng được chọn là Ngày Âu Châu tưởng niệm các nạn nhân của chủ nghĩa Stalin và chủ nghĩa Quốc xã.

## Tưởng niệm

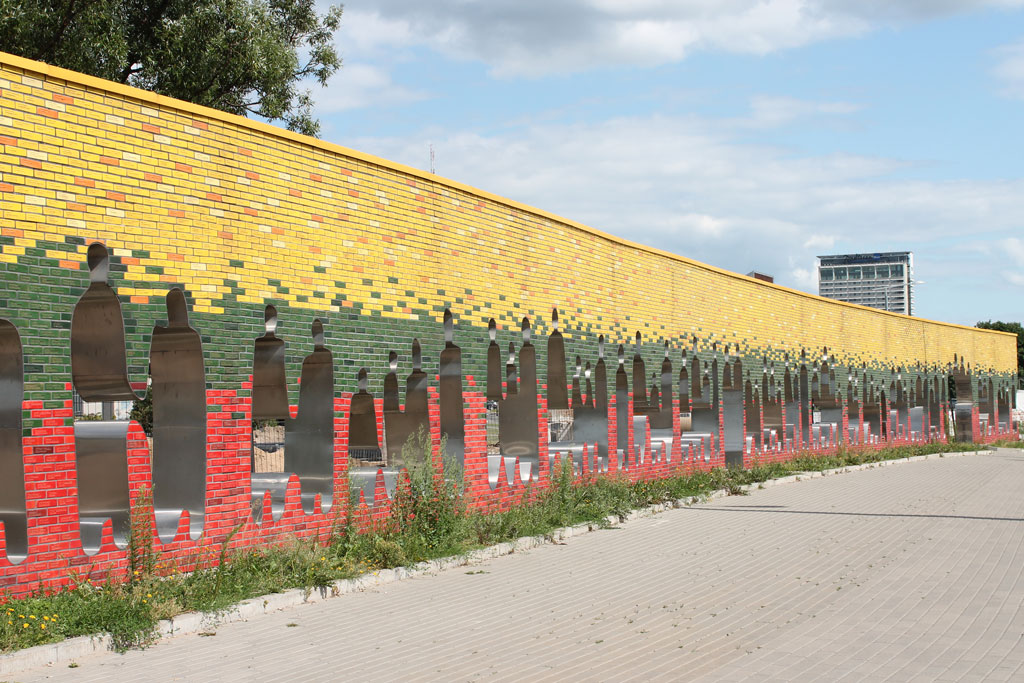
Đài tưởng niệm "Con đường tự do" tại Litva

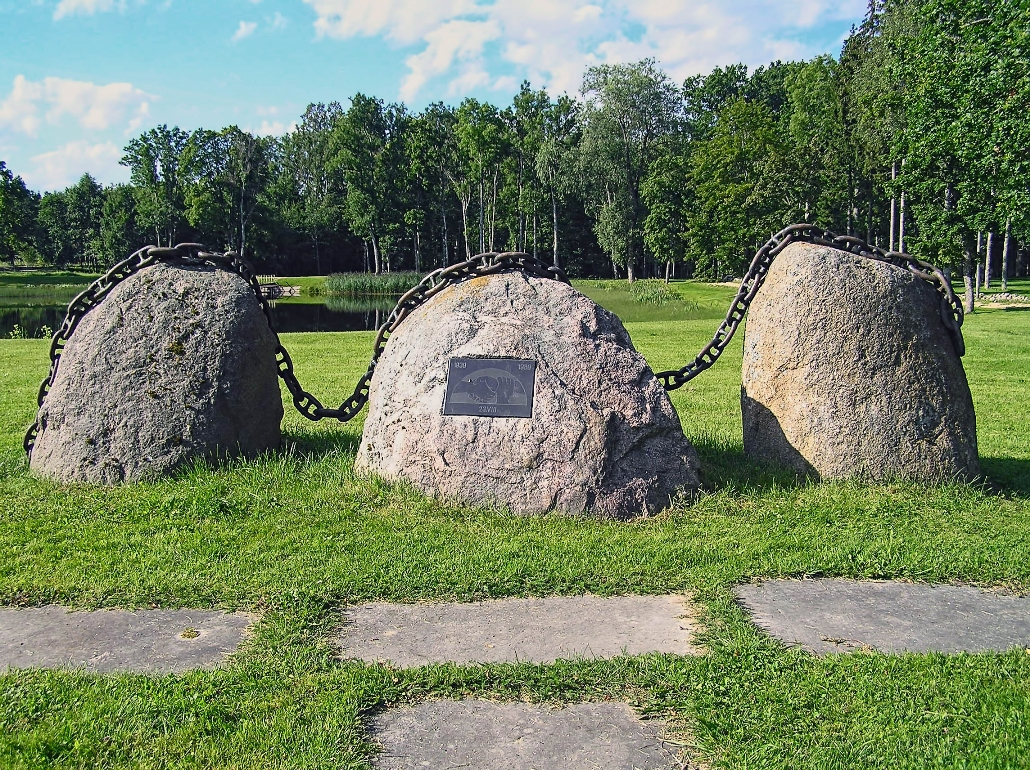
Đài tưởng niệm "Con đường Baltic" tại Estonia

Từ năm 1990, cuộc thi Toán học mang tên "Con đường Baltic" được tổ chức hằng năm.
Năm 2009, Tổ chức giáo dục, khoa học và văn hóa của Liên Hợp Quốc công nhận sự kiện này là một hiện tượng đấu tranh bất bạo động và đưa các tư liệu về "Con đường Baltic" vào danh bạ Di sản tư liệu thế giới.
Đài tưởng niệm sự kiện "Con đường Baltic" do nhà điêu khắc người Litva Gitenis Umbrasas thực hiện được khánh thành tại Estonia vào tháng 8 năm 2013.